# Dialetto babilonese
Il babilonese era un dialetto della lingua accadica, parlato a Babilonia a partire dall'inizio del II millennio a.C., e che divenne, per un lungo periodo, la lingua letteraria e diplomatica per eccellenza del Vicino Oriente.

## Storia
La storia della lingua babilonese è divisa in quattro grandi periodi :
- paleo-babilonese, parlato nella prima metà del II millennio a.C.
- medio-babilonese, parlato nella seconda metà del II millennio a.C.
- neo-babilonese, parlato nella prima metà del I millennio a.C.
- babilonese tardo, parlato nella seconda metà del I millennio a.C.

### Paleo-babilonese

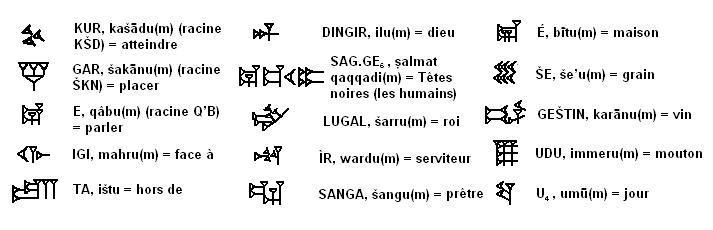
Esempio di scrittura cuneiforme paleo-babilonese

Il paleo-babilonese è il dialetto accadico parlato tra il XX secolo ed il XVI secolo a.C. (periodo detto paleo-babilonese, o amorrita). Il testo di base per lo studio di questa lingua è il Codice di Hammurabi. Questo stadio della lingua comporta molte varianti regionali: a Babilonia, Larsa, Eshnunna, Susa, Terqa e Mari per i casi meglio conosciuti. In questo stadio la lingua comporta ancora la -m finale per i nomi e gli aggettivi (mimazione), mentre i verbi avevano la w- iniziale. In questa epoca, l'accadico diventa la lingua diplomatica, ed anche una lingua letteraria.

### Medio-babilonese
Il medio-babilonese è la lingua usata nei testi della Babilonia cassita (1959-1155 a.C.), e delle dinastie della fine del II millennio a.C. nella Mesopotamia meridionale. Sotto il nome di "babilonese standard", è anche la lingua letteraria e diplomatica di questo periodo. Dal punto di vista linguistico, questo periodo vede la caduta della mimazione, e della w- iniziale per i verbi: ad esempio wabālum (« portare ») diviene abālu.

### Neo-babilonese
Il neo-babilonese è usato in Babilonia durante la prima metà del I millennio a.C.. In rapporto ai periodi precedenti, il neo-babilonese ha parecchie particolarità linguistiche (senza parlare delle evoluzioni che hanno avuto luogo in questo lungo periodo). Dal punto di vista fonetico: la w è correntemente scritta m quando si trova  all'interno di una parola; št diventa lt ; mt diviene nd. Dal punto di vista grammaticale, i casi dei nomi e degli aggettivi sono meno marcati. In generale, si può dire, che in questa fase il babilonese è fortemente influenzato dall'aramaico, che è diventata la lingua principale del Vicino Oriente.

### Babilonese tardo
È l'ultimo stadio della lingua accadica attestato, in un'epoca in cui questa lingua non viene più molto parlata, essendo stata soppiantata dall'aramaico. La caduta dell'impero neo-babilonese nel 539 a.C. segna la fine della dominazione d'un regno di cultura accadica in Mesopotamia. Ormai dominati dalle dinastie straniere (Persiani, Greci, Parti), mentre la popolazione diviene aramofona, la Mesopotamia vede la sua cultura ancestrale decadere, e lentamente, sempre meno testi vengono scritti in accadico. Gli ultimi documenti in questa lingua sono testi letterari o scientifici, e generalmente la loro lingua è piuttosto il babilonese standard. Gli ultimi documenti cuneiformi conosciuti datano dell'inizio della nostra era. Morta la cultura, anche la lingua che l'aveva mantenuta in vita scompare.

### Grammatiche
- Franco D'Agostino, M. Stella Cingolo, Gabriella Spada, La lingua di Babilonia, Hoepli, Milano, 2016, ISBN 978-8820372132